# 近藤雄介
近藤 雄介（こんどう ゆうすけ、1955年（昭和30年）5月5日 - ）は、フリーアナウンサー。元フジテレビ社員・元同局アナウンサー。血液型AB型。

## 来歴・人物
神奈川県横須賀市出身。 神奈川県立横須賀高等学校を経て、早稲田大学政治経済学部卒業。
1979年フジテレビ入社。同期に野崎昌一（後に他部署へ異動、2019年以降は近藤同様に東京フィルム・メート所属のフリーアナウンサー）、大野かおり、斎藤裕子、古賀万紀子、皆川寿美、本間正彦、稲木甲二（専務取締役を経て、2017年以降は仙台放送代表取締役社長兼さくらんぼテレビ取締役）、若松誠（常務取締役を経て、2019年以降はテレビ静岡代表取締役社長）。主にスポーツ畑で活動し、プロ野球中継、バレーボール、ボクシング中継、オリンピックなどの実況中継を担当していた。
2006年7月、編成制作局アナウンス室専任部長から広報局視聴者総合センター室長に異動した。2011年7月、人事局次長兼厚生部長に異動した。2013年7月、総合開発局メディア開発センターペイTV事業部ゼネラルプロデューサーに異動した。
早大時代はアナウンス研究会に所属していた。逸見政孝は研究会の先輩で山中秀樹、向坂樹興、牧原俊幸、長野翼は研究会の後輩にあたる。
2015年5月31日付でフジテレビを定年退職し、東京フィルム・メート（現在のフジ・メディア・テクノロジー）とマネジメント契約を結び、引き続きCS放送のスポーツ中継（プロ野球関連他）には、フリーアナウンサーとして出演する。

## 現在の出演番組
- SWALLOWS BASEBALL L!VE（フジテレビONE） - 不定期に出演（2013年は1回、2014年は3回担当した）
- 野球道 (フジテレビ系列) - 実況を担当していたフジテレビ系列プロ野球中継の現行タイトル。1989年にはテレビ新広島制作の広島県ローカル放送でも実況を担当
- プロ野球ニュース（レポーター）
- BS12 プロ野球中継（BS12 TwellV）・侍プロ野球（TBSニュースバード） - 千葉ロッテマリーンズ主催ゲーム（球団制作）を2016年より担当

## 過去の出演番組
- すぽると!
- バレーボール
- ダイヤモンドグローブ（ボクシング中継）
- 北の国から（台風情報のアナウンサー役）
- 産経テレニュースFNN（1979年～1990年代前半）
- FNNニュース・あすの天気